# Geschlechtertheorie
Die Geschlechtertheorie ist ein Begriff aus dem mathematischen Teilgebiet der algebraischen Zahlentheorie. Die Geschlechtertheorie gibt in vielen Fällen eine befriedigende Antwort auf die Frage nach der Darstellung von Primzahlen durch nicht äquivalente, binäre quadratische Formen mit gleicher Diskriminante. Das heißt, sie gestattet es zu entscheiden, ob eine Primzahl durch eine quadratische Form in zwei Variablen dargestellt wird oder nicht. Sie macht jedoch im Allgemeinen keine Aussagen über die Darstellung allgemeiner Formen.

## Geschlechter
In seinen Disquisitiones Arithmeticae entwickelte Carl Friedrich Gauß die Geschlechtertheorie als die Theorie der Geschlechter quadratischer Formen. Eine der größten Errungenschaften, die Gauß zur Geschlechtertheorie leistete, ist die Berechnung der Anzahl der Geschlechter von Formen mit gegebener Diskriminante {\displaystyle D}. Er konnte schließlich zeigen, dass ihre Anzahl gleich {\displaystyle 2^{r-1}} ist, wobei {\displaystyle r} die Anzahl der in {\displaystyle D} enthaltenen Primfaktoren bezeichnet. Darüber hinaus wies er nach, dass {\displaystyle 2^{r-1}} stets ein Teiler der (echten) Äquivalenzklassen von primitiven, positiv definiten Formen mit Diskriminante {\displaystyle D} ist. Im Folgenden bezeichne {\displaystyle {{\rm {\mathcal {O}}}_{{\mathbb {Q} }({\sqrt {d}})}}} den Ganzheitsring der quadratischen Zahlkörper {\displaystyle {\mathbb {Q} }({\sqrt {d}})}. Die Geschlechtertheorie kann neben den quadratischen Formen auch mit Idealklassen behandelt werden. Ist nun die Einteilung in Idealklassen im engeren Sinne feiner als die im gewöhnlichen, dann ist die Einteilung in Geschlechter sehr grob. Man nennt zwei von {\displaystyle {(0)}} verschiedene Ideale {\displaystyle {\rm {\mathfrak {a}}},{\rm {\mathfrak {b}}}{\rm {\trianglelefteq }}{\rm {\mathcal {O}}}_{{\mathbb {Q} }({\sqrt {d}})}} ähnlich (im Zeichen {\displaystyle {\rm {\mathfrak {a}}}{\overset {+}{\approx }}{\rm {\mathfrak {b}}}}), wenn für ihre Normen {\displaystyle N({\rm {\mathfrak {a}}})=N(\lambda )N({\rm {\mathfrak {b}}})} gilt, mit einem von {\displaystyle 0} verschiedenem total positivem {\displaystyle \lambda \in {\mathbb {Q} }({\sqrt {d}})^{\times }}. Die zugehörigen Äquivalenzklassen nennt man Geschlechter.
Insbesondere bildet die Menge aller Geschlechter eine abelsche Gruppe, die so genannte Geschlechterklassengruppe {\displaystyle Cl_{gen}^{+}({\mathbb {Q} }({\sqrt {d}}))}. Das Einselement von {\displaystyle Cl_{gen}^{+}({\mathbb {Q} }({\sqrt {d}}))} nennt man das Hauptgeschlecht. Es ist dasjenige, welches die Hauptideale im engeren Sinne enthält. Ideale, welche im engeren Sinne äquivalent sind, gehören offenbar zu demselben Geschlecht, wenn sie zu {\displaystyle d} prim sind. Ideale {\displaystyle {\rm {\mathfrak {a}}},{\rm {\mathfrak {b}}}{\rm {\trianglelefteq }}{\rm {\mathcal {O}}}_{{\mathbb {Q} }({\sqrt {d}})}} sind genau dann ähnlich, wenn sie zum selben Geschlecht gehören, wenn sich also ihre Idealklassen im engeren Sinne um ein Quadrat unterscheiden, das heißt, es gilt
{\displaystyle {\rm {\mathfrak {a}}}{\overset {+}{\approx }}{\rm {{\mathfrak {b}}\;\;}}\Leftrightarrow {\rm {\;\;{\mathfrak {a}}}}{\overset {+}{\sim }}{\rm {{\mathfrak {b}}{\mathfrak {c}}}}^{2}}
für ein Ideal {\displaystyle {\rm {\mathfrak {c}}}{\rm {\trianglelefteq }}{\rm {\mathcal {O}}}_{{\mathbb {Q} }({\sqrt {d}})}}.
Damit ist die Geschlechterklassengruppe {\displaystyle {Cl_{gen}^{+}({\mathbb {Q} }({\sqrt {d}}))}} isomorph zu {\displaystyle C_{+}/C_{+}^{2}}, wobei {\displaystyle C_{+}} die Idealklassengruppe im engeren Sinne bezeichnet. In einem quadratischen Zahlkörper mit Diskriminante {\displaystyle D} ist die Anzahl der Geschlechter gleich {\displaystyle 2^{r-1}}. Es folgt unmittelbar, dass die Anzahl der Klassen in jedem Geschlecht {\displaystyle {\rm {\mathfrak {K}}}(D)={\frac {h(D)}{2^{r-1}}}} ist, wobei {\displaystyle r} die Anzahl der verschiedenen Primteiler von {\displaystyle D} bezeichnet.

## Korrespondenz
In der algebraischen Zahlentheorie gibt es einen Korrespondenzsatz, der eine Aussage über den Zusammenhang zwischen echten Äquivalenzklassen primitiver quadratischer Formen und den Äquivalenzklassen von Idealen im engeren Sinne macht.
Sei {\displaystyle D\equiv 0,1\mod {4},} ({\displaystyle D} kein Quadrat) eine Fundamentaldiskriminante. Dann gibt es eine bijektive Korrespondenz zwischen den echten Äquivalenzklassen primitiver quadratischer Formen mit Diskriminante {\displaystyle D} und den Äquivalenzklassen im engeren Sinne von Idealen von {\displaystyle {\rm {\mathcal {O}}}_{{\mathbb {Q} }({\sqrt {d}})}}. Insbesondere ist die Anzahl {\displaystyle h_{{\mathbb {Q} }({\sqrt {d}})}^{+}} der Äquivalenzklassen von Idealen im engeren Sinne gleich der Klassenzahl {\displaystyle h(D)}.
Im Beweis wird die Korrespondenz zwischen Idealen und quadratischen Formen explizit konstruiert, siehe Korrespondenzsatz der algebraischen Zahlentheorie.
Man beachte, dass es im Allgemeinen keine Bijektion zwischen den Äquivalenzklassen von primitiven, positiv definiten quadratischen Formen und den Idealklassen im gewöhnlichen Sinne gibt. Ist etwa {\displaystyle D=-303}, dann gilt {\displaystyle h(-303)=10} und {\displaystyle h_{{\mathbb {Q} }({\sqrt {-303}})}^{}=5}. Im Gegensatz dazu ist {\displaystyle h_{{\mathbb {Q} }({\sqrt {-303}})}^{+}=h(-303)=10}. Der Grund hierfür ist, dass die fundamentale Einheit von {\displaystyle \mathbb {Q} ({\sqrt {-303}})} total positiv ist.

## Einteilung in Geschlechterklassen
Sei {\displaystyle f=\left\langle a,b,c\right\rangle } eine quadratische Form mit Diskriminante {\displaystyle D} und {\displaystyle z,w} zwei beliebige durch die Form {\displaystyle f} dargestellte Zahlen (dabei ist es egal, ob die Zahlen Primzahlen sind oder nicht), dann kann das Produkt {\displaystyle zw} immer in die Form {\displaystyle x^{2}-dy^{2},{\rm {\;\;}}x,y\in {\mathbb {Z} }} gebracht werden.
Beispiel
{\displaystyle z=a\alpha ^{2}+2b\alpha \gamma +c\gamma ^{2}{\rm {\;\;}},{\rm {\;\;{\textit {w}}=a}}\beta ^{2}+2b\beta \delta +c\delta ^{2}} wobei {\displaystyle \alpha ,\beta ,\gamma ,\delta \in {\mathbb {Z} }},
dann geht die Form {\displaystyle \left\langle a,b,c\right\rangle } durch eine unimodulare Transformation mit
{\displaystyle \left({\begin{array}{cc}{\alpha }&{\beta }\\{\gamma }&{\delta }\end{array}}\right)\in {\mathbb {Z} }^{2\times 2}} und {\displaystyle \alpha \delta -\gamma \beta =1}
in die Form {\displaystyle \left\langle z,x,w\right\rangle } über. Dann ist deren Diskriminante {\displaystyle x^{2}-zw} von der Form {\displaystyle dy^{2}}, also das Produkt {\displaystyle zw} von der Form {\displaystyle x^{2}-dy^{2}}.
Für die Einteilung der quadratischen Formen in Geschlechterklassen ergibt sich damit:
1. Seien {\displaystyle p_{1},\ldots ,p_{t}} für {\displaystyle t\geq 0} ungerade in {\displaystyle D} aufgehende Primzahlen, dann hat für jede natürliche Zahl {\displaystyle m}, welche sich durch die Form {\displaystyle f} darstellen lässt und für die {\displaystyle p_{i}{\rm {\;}},{\rm {\;}}1\leq i\leq t} kein Teiler von {\displaystyle m} ist, das Legendre-Symbol
{\displaystyle \chi _{i}(m)=\left({\frac {m}{p_{i}}}\right)}
ein und denselben Wert. Denn sind {\displaystyle m_{1},m_{2}} zwei beliebige zu {\displaystyle p} teilerfremde Zahlen, welche sich durch {\displaystyle f} darstellen lassen, dann folgt dass
{\displaystyle m_{1}m_{2}\equiv x^{2}\mod {p}} und damit {\displaystyle {\frac {m_{1}m_{2}}{p}}=+1}, also {\displaystyle {\frac {m_{1}}{p}}={\frac {m_{2}}{p}}}. Man nennt {\displaystyle \chi _{i}} einen dirichletschen Charakter modulo {\displaystyle p}.
2. Sei {\displaystyle D\equiv 3\mod {4}}. Dann hat für alle durch diese Form dargestellten ungeraden Zahlen {\displaystyle m} der Ausdruck
{\displaystyle \varsigma (m)=(-1)^{\frac {m-1}{2}}}
ein und denselben Wert. Denn sind {\displaystyle m_{1},m_{2}} zwei beliebige ungerade Zahlen, dann ist {\displaystyle m_{1}m_{2}=x^{2}-dy^{2}\equiv x^{2}+y^{2}\mod {4}} und da das Produkt {\displaystyle m_{1}m_{2}} ungerade ist, muss eine der beiden Zahlen {\displaystyle x,y} gerade, die andere ungerade sein. Das impliziert {\displaystyle m_{1}m_{2}\equiv 1\mod {4}} also auch {\displaystyle m_{1}\equiv m_{2}\mod {4}} und damit {\displaystyle (-1)^{\frac {m_{1}-1}{2}}=(-1)^{\frac {m_{2}-1}{2}}}.
3. Sei {\displaystyle D\equiv 2\mod {8}}. Dann hat für alle durch diese Form dargestellten ungeraden Zahlen {\displaystyle m} der Ausdruck
{\displaystyle \varepsilon (m)=(-1)^{\frac {m^{2}-1}{8}}}
ein und denselben Wert.
4. Ist {\displaystyle D\equiv 6\mod {8}}. Dann hat für alle, durch diese Form dargestellten, ungeraden Zahlen {\displaystyle m} der Ausdruck
{\displaystyle \varsigma (m)\cdot \varepsilon (m)=(-1)^{{\frac {m-1}{2}}+{\frac {m^{2}-1}{8}}}}
ein und denselben Wert.
5. Sei {\displaystyle D\equiv 4\mod {8}}. Dann hat für alle durch diese Form dargestellten ungeraden Zahlen {\displaystyle m} den Ausdruck
{\displaystyle \varsigma (m)=(-1)^{\frac {m-1}{2}}}
ein und denselben Wert.
6. Sei {\displaystyle D\equiv 0\mod {8}}. Dann hat für alle durch dieselbe Form darstellbaren ungeraden Zahlen {\displaystyle m} jeder der beiden Ausdrücke
{\displaystyle \varsigma (m)=(-1)^{\frac {m-1}{2}}} und {\displaystyle \varepsilon (m)=(-1)^{\frac {m^{2}-1}{8}}}
einen für sich unveränderlichen Wert. Denn aus {\displaystyle m_{1}m_{2}=x^{2}-dy^{2}\equiv x^{2}\equiv 1\mod {8}} folgt {\displaystyle m_{1}\equiv m_{2}\mod {8}}.
Damit ist die Einteilungen binär quadratischer Formen mit gegebener Diskriminante {\displaystyle D} in Geschlechter gefunden und man erhält zusammengefasst:
| Diskriminante                                      | Zugehörige Charaktere                                               |
| -------------------------------------------------- | ------------------------------------------------------------------- |
| {\displaystyle D\equiv 1\mod {4}}                  | {\displaystyle \chi _{1},\ldots ,\chi _{t}}                         |
| {\displaystyle D=4D',{\rm {\;}}D'\equiv 1\mod {4}} | {\displaystyle \chi _{1},\ldots ,\chi _{t}}                         |
| {\displaystyle D=4D',{\rm {\;}}D'\equiv 3\mod {4}} | {\displaystyle \chi _{1},\ldots ,\chi _{t},\varsigma }              |
| {\displaystyle D=4D',{\rm {\;}}D'\equiv 2\mod {8}} | {\displaystyle \chi _{1},\ldots ,\chi _{t},\varepsilon }            |
| {\displaystyle D=4D',{\rm {\;}}D'\equiv 6\mod {8}} | {\displaystyle \chi _{1},\ldots ,\chi _{t},\varsigma \varepsilon }  |
| {\displaystyle D=4D',{\rm {\;}}D'\equiv 4\mod {8}} | {\displaystyle \chi _{1},\ldots ,\chi _{t},\varsigma }              |
| {\displaystyle D=4D',{\rm {\;}}D'\equiv 0\mod {8}} | {\displaystyle \chi _{1},\ldots ,\chi _{t},\varsigma ,\varepsilon } |

Ist nun die Menge aller zugehörigen Charaktere gegeben durch {\displaystyle \Theta } und ihre Anzahl durch {\displaystyle r}, wobei {\displaystyle r} wieder die Anzahl der in {\displaystyle D} aufgehenden verschiedenen Primzahlen beschreibt, dann heißt die Menge, der bestimmten Werte {\displaystyle \pm 1}, die diesen {\displaystyle r} Charakteren {\displaystyle \Theta } für eine bestimmte Form {\displaystyle \left\langle a,b,c\right\rangle } zukommen, der Totalcharakter der Form. Je nachdem, wie das Ergebnis des Totalcharakters ausfällt, teilen sich sämtliche Formen mit gleicher Diskriminante und gleicher Art in Geschlechter ein. D.h. je zwei Formen gehören in dasselbe Geschlecht oder in zwei verschiedene Geschlechter, je nachdem ob der Totalcharakter der einen Form mit dem anderen übereinstimmt oder nicht.
Damit ist ein Geschlecht der Inbegriff aller ursprünglichen Formen von gleicher Diskriminante und gleicher Art, für die jeder der {\displaystyle r} Charaktere {\displaystyle \Theta } für sich genommen den gleichen Wert besitzt. Da alle Zahlen, welche durch eine bestimmte Form darstellbar sind, auch durch ihre (echt) äquivalenten Formen dargestellt werden, gehören all diese Formen derselben Klasse auch in dasselbe Geschlecht. Es zeigt sich, dass die einzelnen Charaktere einer gegebenen primitiven Form {\displaystyle \left\langle a,b,c\right\rangle } sich immer aus einem der Koeffizienten {\displaystyle a,c} erkennen lassen. Denn so oft {\displaystyle p} ein Primteiler von {\displaystyle D} ist, so wird sicher eine der Zahlen durch {\displaystyle p} nicht teilbar sein, denn wären beide durch {\displaystyle p} teilbar, dann würde {\displaystyle p} auch in {\displaystyle b^{2}=D+ac} und damit auch in {\displaystyle b} aufgehen. Damit wäre die Form aber nicht primitiv.

## Beispiel
Für die Diskriminante {\displaystyle D=-20} erhält man die beiden primitiven nicht äquivalenten reduzierten Formen {\displaystyle f_{1}:=\left\langle 1,0,5\right\rangle } und {\displaystyle f_{2}:=\left\langle 2,2,3\right\rangle }. Die Determinante lässt sich zerlegen: {\displaystyle D=-20=-2^{2}\cdot 5}. Daraus folgt {\displaystyle {\rm {\mathfrak {A}}}(-20)=2^{2-1}=2}. Also liegen genau zwei Geschlechter vor und in jedem der Geschlechter liegt genau eine der Formen. Nun ist {\displaystyle -20\equiv 4\mod {8}}. Man erhält daher die beiden Charaktere:
{\displaystyle \delta (p)=(-1)^{\frac {p-1}{2}}} und {\displaystyle \chi (p)={\frac {p}{5}}}.
Nun stellt man leicht fest, dass der Totalcharakter von {\displaystyle f_{1}} den Wert {\displaystyle (-1)^{\frac {p-1}{2}}={\frac {p}{5}}=+1} besitzt. Also ist die Menge {\displaystyle \left\{f_{1}\right\}} das Hauptgeschlecht. Und da {\displaystyle f_{2}} den Totalcharakter {\displaystyle (-1)^{\frac {p-1}{2}}={\frac {p}{5}}=-1} hat, ist {\displaystyle \left\{f_{2}\right\}} das Nichthauptgeschlecht. Ist nun {\displaystyle p\neq 5} eine ungerade Primzahl, dann wird {\displaystyle p} genau dann durch {\displaystyle f_{1}} dargestellt, wenn
{\displaystyle (-1)^{\frac {p-1}{2}}=+1} und {\displaystyle {\frac {p}{5}}=+1}.
Dies ist genau dann der Fall, wenn {\displaystyle p\equiv 1,9\mod {20}} ist. Analog dazu erhält man, dass {\displaystyle p} genau dann durch {\displaystyle f_{2}} dargestellt wird, wenn
{\displaystyle (-1)^{\frac {p-1}{2}}=-1} und {\displaystyle {\frac {p}{5}}=-1}.
Also wenn {\displaystyle p\equiv 3,7\mod {20}} ist.
Damit ist die Darstellung der Primzahlen durch die Formen {\displaystyle f_{1}} und {\displaystyle f_{2}} eindeutig charakterisiert.

## Die Grenzen der Geschlechtertheorie
Leonhard Euler behandelt in seiner 1744 publizierten Arbeit unter anderem die Form {\displaystyle x^{2}+14y^{2}}. Für diese Form ergibt der Versuch der Einteilung von Primzahlen in Geschlechter, dass die quadratische Kongruenz {\displaystyle x^{2}+14y^{2}\equiv 0\mod {p}} für genau die Primzahlen nicht trivial lösbar ist, für die {\displaystyle -14} ein Quadrat im Restklassenkörper {\displaystyle {\rm {\mathbb {F} }}_{p}} ist. Aus dem quadratischen Reziprozitätsgesetz folgt dann, dass das außer für {\displaystyle p=2} oder {\displaystyle p=7} nur für die Primzahlen {\displaystyle p\equiv 1,3,5,9,13,15,19,23,25,27,39,45\mod {56}} gilt. Zur Diskriminante {\displaystyle D=-56} existieren die vier reduzierten, primitiven Formen:
{\displaystyle f_{1}=\left\langle 1,0,14\right\rangle ,{\rm {\;\;}}f_{2}=\left\langle 3,2,5\right\rangle ,{\rm {\;\;}}f_{3}=\left\langle 2,0,7\right\rangle ,{\rm {\;\;}}f_{4}=\left\langle 3,-2,5\right\rangle }.
Die Diskriminante {\displaystyle D=-56=-2^{3}\cdot 7} lässt sich in die zwei verschiedenen Primteiler {\displaystyle 2} und {\displaystyle 7} zerlegen. Also gibt es genau {\displaystyle 2} verschiedene Geschlechter. Zudem folgt aus {\displaystyle h(-56)=4}, dass die Anzahl der Klassen in jedem Geschlecht genau {\displaystyle {\rm {\mathfrak {K}}}(-56)={\frac {4}{2^{}}}=2} beträgt. Nun ist {\displaystyle D=-56\equiv 0\mod {8}}. Also sind die folgenden drei Charaktere zu betrachten:
{\displaystyle \varsigma (p)=(-1)^{\frac {p-1}{2}}{\rm {\;}},{\rm {\;}}\varepsilon (p)=(-1)^{\frac {p^{2}-1}{8}}{\rm {\;}},{\rm {\;}}\chi (p)={\frac {p}{7}}}
Das Hauptgeschlecht besteht aus den Formen {\displaystyle \left\{f_{1},f_{3}\right\}}. Diese haben den Totalcharakter {\displaystyle \left\{+1,+1\right\}}. Das Nichthauptgeschlecht aus den Formen {\displaystyle \left\{f_{2},f_{4}\right\}} mit den Totalcharakter {\displaystyle \left\{-1,-1\right\}}. Daraus folgt nun, dass eine Primzahl {\displaystyle p\neq 2,7} durch {\displaystyle f_{1}} oder {\displaystyle f_{2}} genau dann dargestellt wird, wenn
{\displaystyle {\rm {\;}}(-1)^{\frac {p^{2}-1}{8}}{\rm {\;}}=+1,{\frac {p}{7}}=+1}
gilt. Durch einfache Berechnung erhält man, dass dies genau dann der Fall ist, wenn {\displaystyle p\equiv 1,9,15,23,25,39\mod {56}}. Es kann jedoch keine Aussage darüber getroffen werden, ob {\displaystyle p} durch {\displaystyle f_{1}} bzw. {\displaystyle f_{3}} dargestellt wird. Analog stellt man leicht fest, dass eine Primzahl {\displaystyle p\neq 2,7} genau dann durch {\displaystyle f_{2}} oder {\displaystyle f_{4}} dargestellt wird, wenn {\displaystyle p\equiv 3,5,13,19,27,45\mod {56}} ist. Wieder lässt sich keine Bedingung ableitet, ob {\displaystyle p} durch {\displaystyle f_{2}} bzw. {\displaystyle f_{4}} dargestellt wird.
Dies zeigt, dass die Geschlechtertheorie an ihre Grenzen stößt und nicht alle Fragen, bezüglich der Darstellung von Primzahlen durch binär quadratische Formen, befriedigend beantworten kann. Solche Fragestellungen und Probleme lassen sich heute mithilfe der Klassenkörpertheorie behandeln.